# Paleópoli (Samothrace)
Pour l’article homonyme, voir Paleópoli (Ándros).
Paleópoli, en grec moderne : Παλαιόπολη, est un village de l'île de Samothrace, du district régional de l'Évros, en Macédoine-Orientale-et-Thrace, en Grèce.
Selon le recensement de 2021, la localité compte 31 habitants.